# 铃兰站
铃兰站，位于黑龙江省尚志市铃兰村，是滨绥铁路沿线车站。距哈尔滨站117公里，绥芬河站431公里。建于1899年。现隶属哈尔滨铁路局管辖，为五等站。